# Emily Robinson
Emily Robinson, född 18 oktober 1998 i New York, är en amerikansk skådespelare.

## Biografi
Robinson föddes i New York. Hon började sin karriär som modell vid sex års ålder efter att hennes granne presenterade henne för Ford Models som sedan representerade henne. Vid sju års ålder ville Robinson börja skådespela och spelade in sin första tv-reklamfilm.
Robinson studerade kreativt skrivande vid Columbia University och tog examen 2020.

## Filmografi (i urval)

### Film
- 2016 – Broken Vows
- 2017 – Once Upon a Time in Venice
- 2017 – Unicorn Store
- 2018 – Private Life
- 2018 – Eighth Grade
- 2018 – Dark Was the Night
- 2020 – Hearsay
- 2022 – The Year Between

### TV
- 2007 – Guiding Light
- 2007–11 – Saturday Night Live
- 2012 – Person of Interest
- 2012 – CSI: New York
- 2013 – The Following
- 2014 – A.N.T. Farm
- 2014 – Scorpion
- 2014–19 – Transparent
- 2015 – Criminal Minds
- 2015 – Rizzoli & Isles
- 2016 – Girl Meets World
- 2020 – The Blank's YPF